# Cubozoa
Cubozoa (Werner, 1973) (do grego kybos, um cubo + zoon, animal) é um grupo do filo Cnidaria, que inclui os animais chamados de cubozoários ou cubomedusas. Originalmente agrupada como uma ordem dentro da classe Scyphozoa, Cubozoa foi elevada ao status de classe, uma vez revelada a magnitude das diferenças entre ela e outros grupos de cnidários.
Berger, em 1900, notou  a intermediação fisiológica das cubomedusas entre as cifomedusas e as hidromedusas. Embora compartilhem características com as cifozoárias (ropália que vem em múltiplos de quatro) e hidrozoárias (posse de um anel nervoso), as cubozoárias também possuem características que não são encontradas nas outras classes de medusóides, incluindo metamorfose completa de pólipo a medusa, exumbrela em forma de caixa ( Tripedalia cystophora sendo uma notável exceção) e olhos complexos, tipo câmera com lentes.

## Distribuição
Os cubozoários são animais pelágicos encontrados em todos os oceanos, geralmente em regiões tropicais e subtropicais. Habitam os oceanos principalmente em águas costeiras rasas (menos de 5 metros) e são encontradas também em riachos de água doce e canais de mangues.

## Ecologia

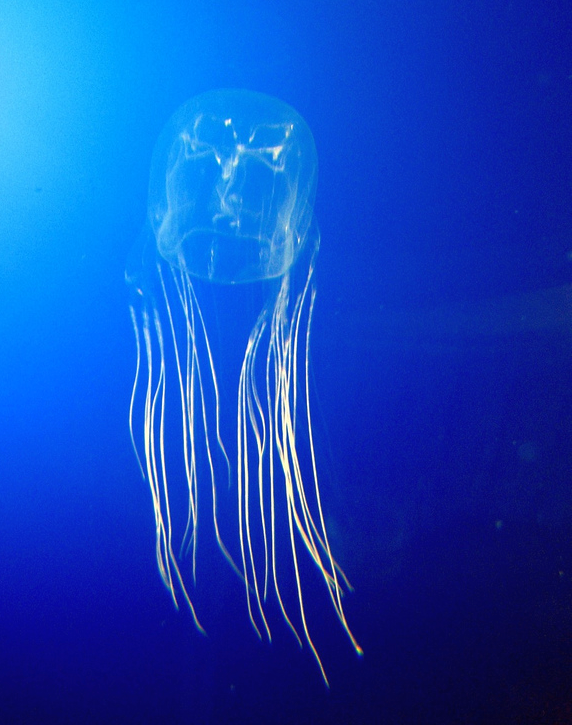
Cubomedusa (Chironex sp.).

Cubomedusas ocorrem, com mais frequência, desde o final da primevera/início do verão até o final do verão/início do inverno. Em oceanos tropicais, a dinâmica sazonal das comunidades é mais difícil de identificar e menos acentuada do que a observada em ecossistemas aquáticos temperados, sendo determinada principalmente pela influência local das estações seca e chuvosa e pelos fenômenos oceanográficos regionais.
A maioria das medusas (águas-vivas) é encontrada longe da costa e é planctônica, vive à mercê das correntes, incapaz de nadar contra elas. Em muitas áreas, é incomum ver medusas perto da costa, a menos que tenham sido varridas pelas mudanças das correntes e marés. Nesses casos, as medusas são arrastadas para a praia e morrem. Cubomedusas parecem preferir habitats próximos da costa, de clima tropical ou subtropical, como manguezais, florestas de algas, recifes de corais e praias arenosas.
O método de captura de alimentos das águas-vivas, em geral, se assemelha mais à pesca do que à caça. No entanto, cubomedusas caçam ativamente suas presas (larvas, crustáceos e pequenos peixes), em vez de apenas flutuar  e estender seus tentáculos como a maioria das medusas. Elas são capazes de atingir velocidades de até 1,5 a 2 metros por segundo. São nadadoras ágeis e caçadores vorazes. Tripedalia cystophora, por exemplo, nada ativamente perto da superfície durante o dia, mantendo sua posição entre as raízes de mangue para não danificar seu corpo delicado.

## Ciclo de vida
Os cubozoários têm um ciclo de vida metagênico, passando por uma alternância de gerações entre um pólipo de reprodução assexuada, séssil, bêntico e uma medusa, móvel, de reprodução sexuada. Pólipos de cubomedusas só foram encontrados in situ para duas espécies: Chironex fleckeri e Carybdea marsupialis. Diferentemente dos cifozoários, os cubozoários não sofrem estrobilização, ao invés disso, o pólipo inteiro sofre metamorfose em uma medusa, com exceção observada para Carybdea marsupialis. Durante o estágio de pólipo, a reprodução assexuada continua até que fatores externos, como temperatura ou condições de luz, induzam a metamorfose do pólipo para uma medusa. As medusas crescem até a maturidade sexual e podem formar agregações previsíveis de desova.
A fertilização em Cubozoa pode ser externa ou interna. A fertilização externa é considerada distintiva de Chirodropida, a partir do conhecimento que existe para as espécies Chironex fleckeri e Chiropsella bronzie. A fertilização interna é considerada sinapomorfia de Carybdeida, mas a fertilização externa da Carukiidae Morbakka virulenta põe em dúvida a fertilização interna como característica universal de Carybdeida. Tripedaliidae apresenta características diferentes, os machos produzem espermatóforos que são transferidos às fêmeas por meio de um comportamento de corte, ocorrendo fertilização interna.

## Descrição
O sino das cubomedusas tem o formato de um cubo, de onde seu nome se origina. De cada um dos quatro cantos inferiores sai um pequeno pedúnculo ou talo, o pedalium, que contém um ou mais tentáculos ocos, compridos e finos. Os tentáculos são densamente guarnecidos com anéis de nematocistos.

A cavidade gastrovascular, no interior do sino, é dividida em quatro septos equidistantes com um estômago central e quatro bolsas gástricas. As oito gônadas estão localizadas, em pares, de cada lado dos quatro septos. 

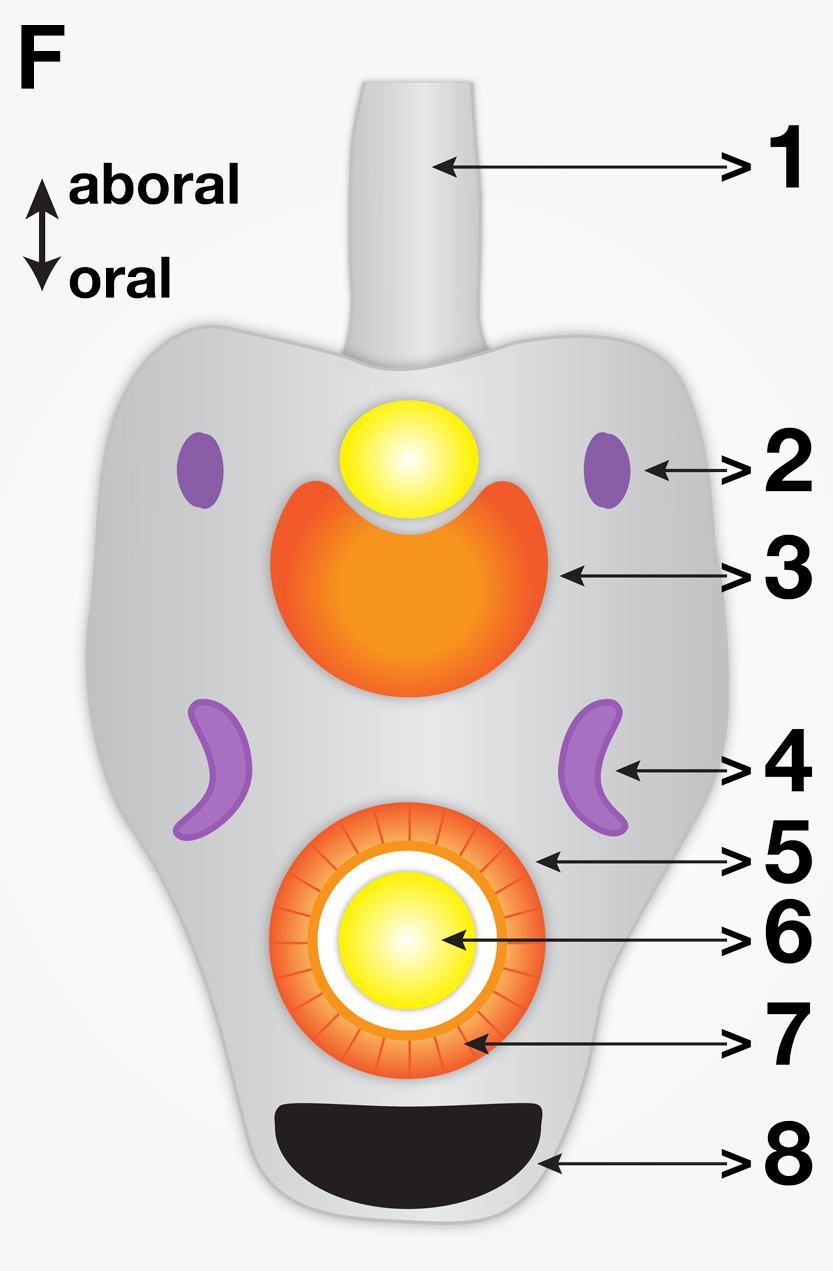
Anatomia de um Ropálio: (1) Haste; (2) Ocelos tipo Fossa; (3) Olho tipo câmera superior; (4) Ocelos tipo Fenda; (5) Olho tipo câmera inferior; (6) Lente; (7) Camada pigmentada; (8) Estatocisto

A medusa adulta é gonocorística, em alguns casos com dimorfismo sexual da morfologia gonadal (e.g. Copula sivickisi,Tripedalia cystophora). As margens dos septos possuem feixes de pequenos filamentos gástricos que abrigam nematocistos e glândulas digestivas. Cada septo estende-se em um funil septal que se abre para a superfície oral e facilita o fluxo de fluido para dentro e para fora do animal. O velarium é amplo e tomado de canais gastrovasculares.

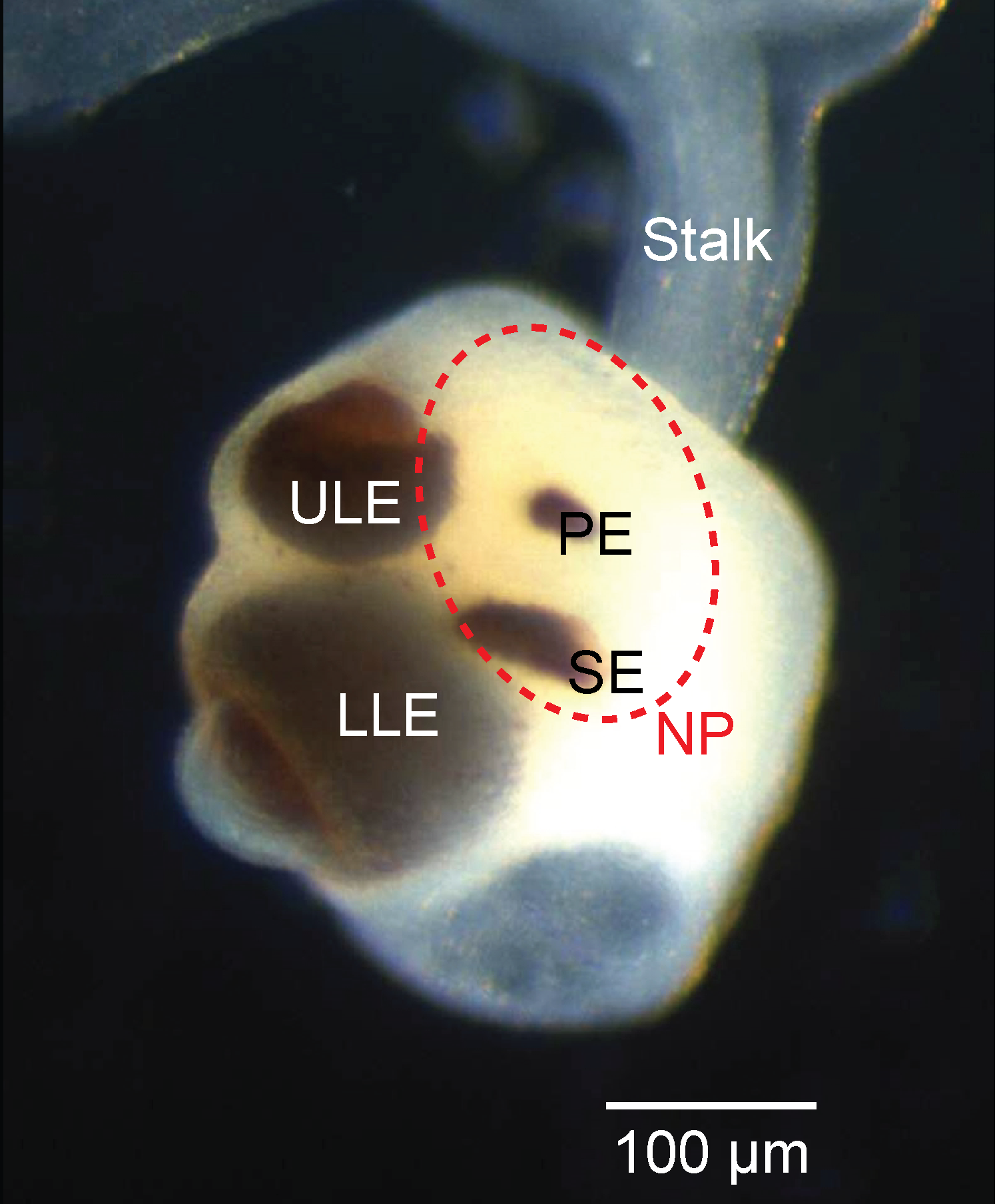
Ropálio de Tripedalia cystophora. Cada ropálio carrega seis olhos de quatro tipos morfológicos (olho inferior com lente LLE, olho superior com lente ULE, olho em forma de poço PE e olho em forma de fenda SE) e um neurópilo sensível à luz (NP, linha vermelha tracejada). Os olhos são responsáveis pela formação da imagem no animal, e acredita-se que o neurópilo sensível à luz esteja envolvido na atividade diurna.

Cubozoários possuem um sistema sensorial distribuído radialmente, os nervos estão agrupados em "anéis nervosos". O ropálio, órgão sensorial marginal pende do sino por um talo (haste) e é lastrado por um estatocito. Há um ropálio em cada lado do sino em forma de cubo, quatro ao todo. A função do estatocito não é bem conhecida e foi proposta como um órgão sensível à gravidade e como um peso para manter os olhos orientados na mesma direção, independentemente da orientação do corpo da medusa.
Em cada ropálio existem dois olhos com lentes (olho complexo grande e olho complexo pequeno), um par idêntico de ocelos em forma de cova e um par idêntico de ocelos em forma de fenda. Spencer e Arkett (1984) sugeriram, com base no trabalho com Polyorchis (Hydromedusae), que:
1. "Os anéis nervosos constituem o sistema nervoso central do hidrozoário e que a condensação de redes neurais em estruturas de anéis é o grau máximo de localização que pode ser tolerado, tendo em mente os mecanismos integrados utilizados;"
2. "Redes de neurônios idênticos são o equivalente radial de neurônios pareados identificáveis no SNC de protostômios bilaterais"
3. "Em vez de condensação cefálica... as hidromedusas distribuíram seus gânglios por todo o anel nervoso externo, de modo a combinar com o arranjo distribuído de órgãos sensoriais multitelulares, como os ocelos".

Essas ideias são apoiadas por outros autores para uma série de grupos cnidários. Esses argumentos sustentam também o sistema nervoso das cubomedusas.

## Classificação dos Cubozoários
Classe Cubozoa (Werner, 1973)
Ordem Carybdeida
- Família Alatinidae
  - Gênero Alatina
    - Alatina alata (Reynaud, 1830)[39]
    - Alatina grandis (Agassiz & Mayer, 1902)[16]
    - Alatina madraspatana (Menon, 1930)[40]
    - Alatina morandinii (Straehler-Pohl & Jarms, 2011)[22]
    - Alatina moseri (Mayer, 1906)[41]
    - Alatina pyramis (Haeckel, 1880)[42]
    - Alatina rainensis (Gershwin, 2005)[43]
    - Alatina tetraptera (Haeckel, 1880)[42]
    - Alatina mordens (Gershwin, 2005)[30][43] (sinônimo de A. moseri)
    - Alatina obeliscus (Haeckel, 1880)[42] (Nomen dubium)
    - Alatina philippina (Haeckel, 1880)[42] (Nomen dubium)
    - Alatina turricola (Haeckel, 1880)[42] (Nomen dubium)

  - Gênero Manokia
    - Manokia stiasnyi (Bigelow, 1938)[44]

  - Gênero Keesingia
    - Keesingia gigas (Gershwin, 2014)[45]
- Família Carukiidae
  - Gênero Carukia
    - Carukia barnesi (Southcott, 1967)[46]
    - Carukia shinju (Gershwin, 2005)[47]

  - Gênero Gerongia
    - Gerongia rifkinae (Gershwin & Alderslade, 2005)[48]

  - Gênero Malo
    - Malo kingi (Gershwin, 2007)
    - Malo maximus (Gershwin, 2005)[47]
    - Malo filipina (Bentlage & Lewis, 2012)[49]
    - Malo bella (Gershwin, 2014)[45]

  - Gênero Morbakka
    - Morbakka fenneri (Gershwin, 2008)
    - Morbakka virulenta (Kishinouyea, 1910)[50]
- Família Carybdeidae
  - Gênero Carybdea
    - Carybdea arborifera (Maas, 1897)[51]
    - Carybdea branchi (Gershwin & Gibbons, 2009)[52]
    - Carybdea brevipedalia (Kishinouyea, 1891)[53]
    - Carybdea confusa (Straehler-Pohl, Matsumoto & Acevedo, 2017)[54]
    - Carybdea marsupialis (Linnaeus, 1758)[55]
    - Carybdea murrayana (Haeckel, 1880)[42]
    - Carybdea rastonii (Haacke, 1886)[56]
    - Carybdea xaymacana (Conant, 1897)[17]
- Família Tamoyidae[42]
  - Gênero Tamoya[57]
    - Tamoya gargantua (Haeckel, 1880)[42]
    - Tamoya haplonema (F. Müller, 1859)[57]
    - Tamoya ohboya (Collins, Bentlage, Gillan, Lynn, Morandini, Marques, 2011)[58]
- Família Tripedaliidae
  - Gênero Copula (Bentlage, Cartwright, Yanagihara, Lewis, Richards & Collins, 2010)[30]
    - Copula sivickisi (Stiasny, 1926)[59]

  - Gênero Tripedalia (Conant, 1897)[17]
    - Tripedalia binata (Moore, 1988)[60]
    - Tripedalia cystophora (Conant, 1897)[17]

Ordem Chirodropida
- Família Chirodropidae
  - Gênero Chirodectes (Gershwin, 2006)[62]
    - Chirodectes maculatus (Cornelius, Fenner & Hore, 2005)

  - Gênero Chirodropus (Haeckel, 1880)[42]
    - Chirodropus gorilla (Haeckel, 1880)[42]
    - Chirodropus palmatus (Haeckel, 1880)[42]

  - Gênero Chironex (Southcott, 1956)[63]
    - Chironex fleckeri (Southcott, 1956)[63]
    - Chironex indrasaksajiae (Sucharitakul, 2017)
    - Chironex yamaguchii (Lewis & Bentlage, 2009)
- Família Chiropsalmidae
  - Gênero Chiropsalmus (Agassiz, 1862)[64]
    - Chiropsalmus alipes (Gershwin, 2006)[62]
    - Chiropsalmus quadrumanus (F. Muller, 1859)[57]

  - Gênero Chiropsoides (Southcott, 1956)[63]
    - Chiropsoides buitendijki (van der Horst, 1907)[65]
- Família Chiropsellidae
  - Gênero Chiropsella (Gershwin, 2006)[62]
    - Chiropsella bart (Gershwin & Alderslade, 2007)
    - Chiropsella bronzie (Gershwin, 2006)[62]
    - Chiropsella rudloei (Bentlage, 2013)
    - Chiropsella saxoni (Gershwin & Ekins, 2015)

  - Gênero Meteorona (Toshino, Miyake & Shibata, 2015)[66]
    - Meteorona kishinouyei (Toshino, Miyake & Shibata, 2015)[66]